# Magdalena Koch
Magdalena Jolanta Koch - (1958.) - poljska slavistica, istraživačica srpske i hrvatske književnosti 20. i 21. stoljeća, specijalistica u rodnim studijama (spol i rod), bavi se istraživanjem identiteta, transkulturacijom Balkana, štoviše suvremenom srpskom i hrvatskom dramom. 
Studirala je hrvatski, ruski i srpski jezik na sveučilištu u Wrocławu 1981- godine, gdje je predavala do 2011. godine. Doktorirala je (1997.) radom Podróże w czasie i przestrzeni. Proza Isidory Sekulić Od listopada 2011. profesoricom je na sveučilištu Adama Mickiewicza u Poznańu.

## Izabrana djela
- Podróże w czasie i przestrzeni. Proza Isidory Sekulić, Wydawnictwo Uniwersytetu Wrocławskiego,  Wrocław 2000.
- …kiedy dojrzejemy jako kultura…Twórczość pisarek serbskich na początku XX wieku (kanon – genre – gender), Wydawnictwo Uniwersytetu Wrocławskiego, Wrocław 2007.
- ...kada sazremo kao kultura... Stvaralaštvo srpskih spisateljica na početku XX veka (kanon – žanr – rod), Službeni glasnik, Beograd 2012.
- Milena Pavlović Barilli EX POST, kritike, članci, bibliografija, HESPERIAedu, Beograd 2009. (suradnja - Lidija Merenik i Aleksandar Popović, M. Koch, A Quest for Milena Pavlović Barilli in Serbian Literature/Sulle tracce di Milena Pavlović Barilli nella letteratura serba/U potrazi za Milenom Pavlović Barili u srpskoj književnosti

## Vanjske poveznice
- Žene o kojima se ćuti
- Knjiženstvo
- Bibliografija Magdalene Koch